# Eosinófilo
Un eosinófilo (del griego: ἠώς φίλος [ēṓs filos] ‘albor amigo, por su color rosa’) es un leucocito de tipo granulocito pequeño que se forma en la médula ósea, que tiene una vida media en la circulación sanguínea de 6 a 12 horas antes de migrar a los tejidos en donde permanecen durante varios días. 
Su desarrollo en la médula ósea es estimulado por diversas interleucinas, como la IL-5, la IL-3 y el factor estimulante de colonias granulocito-macrófago. Constituye del 1 al 3 % del total de leucocitos. Es característico su núcleo bilobulado, al igual que sus distintivos gránulos citoplásmicos. Estas proteínas granulares son responsables de muchas funciones proinflamatorias, principalmente en la patogénesis de las enfermedades alérgicas, como célula efectora de hipersensibilidad inmediata, así como en la muerte de parásitos. Una de las enzimas más importantes que contienen sus gránulos es la histaminasa, que se encarga de hidrolizar la histamina, regulando así la respuesta alérgica.

## Descripción
Estas células fueron descritas inicialmente por Paul Ehrlich en 1879, y les dio el nombre de eosinófilos al observar que se teñían intensamente con ciertos colorantes ácidos como la eosina.

### Estructura
Son leucocitos polimorfonucleares y largos.
A nivel ultraestructural poseen un núcleo bilobulado, ambos lóbulos están unidos por estructuras llamadas puentes intercromatínicos y abundantes gránulos específicos y azurófilos, que se tiñen de rojo en los frotis de sangre periférica y cortes del tejido. Además, la heterocromatina compacta está situada junto a la envoltura nuclear, mientras que la cromatina se halla en el centro del núcleo.
Son generados por mitosis de las células precursoras en la médula ósea donde permanecen unos cuatro días. Pasan luego a la circulación general desde donde migran a los tejidos (epitelio y mucosas). La maduración de los eosinófilos está regida por diversos mediadores como IL-3, IL-5 y GM-CSF. Normalmente, los eosinófilos suponen menos del 4 % de los leucocitos circulantes, pues son células más tisulares que circulantes. Son atraídos hacia los tejidos diana por diversas quimiocinas liberadas por las células inflamatorias y epiteliales. Su cantidad aproximada en la sangre es de 150 células/microlitro, y constituyen entre el 1 y el 3 % de los leucocitos.
Los eosinófilos poseen movimiento ameboide y tienen débil actividad fagocítica. Su tamaño es semejante al del neutrófilo (10-12 μm). Constan de un núcleo bilobulado y su citoplasma está casi completamente ocupado por unos 20 gránulos acidófilos, pues se tiñen de color naranja o marrón anaranjado con las coloraciones panópticas. Los gránulos están formados por un núcleo electrodenso rodeado por una matriz electrotransparente, y contienen cuatro clases principales de proteínas: proteína básica mayor (MBP), proteína catiónica del eosinófilo (ECP), peroxidasa del eosinófilo  y neurotoxina derivada del eosinófilo (EDN). Los eosinófilos son capaces de sintetizar de novo otros productos, como mediadores lipídicos (PAF, LTC4), citocinas (IL-3, IL-5, GM-CSF), quimiocinas (eotaxina) y óxido nítrico (NO).

## Función de los eosinofilos AV1B3
Los eosinófilos interactúan con otras células por la expresión de múltiples receptores en su superficie. Además, son células fagocitarias que demuestran especial afinidad por los complejos antígeno-anticuerpo, por lo que la mayoría de los eosinófilos son atraídos por quimiotaxis. También los eosinófilos pueden ser atraídos por sustancias liberadas de los basófilos, como la histamina.
Los eosinófilos pueden regular la respuesta alérgica y las reacciones de hipersensibilidad mediante la neutralización de la histamina por la histaminasa, y a su vez producir un factor inhibidor derivado de los eosinófilos para inhibir la desgranulación de las células cebadas o de los basófilos, que contienen sustancias vasoactivas.
Los eosinófilos juegan un papel de defensa del huésped frente a microorganismos no fagocitables, poseen una función citotóxica (por sus proteínas granulares), inmunoreguladora (por las citocinas que libera) y son capaces de participar en la reparación y remodelación tisular (liberando TGF-β).
Los mecanismos de acción de los eosinófilos mejor estudiados tienen que ver con la alergia y en la defensa contra parásitos. Sus receptores para IgE explican su fijación a los parásitos recubiertos previamente por esta inmunoglobulina, capacitándoles para destruir sus larvas, como acontece en la esquistosomiasis o bilharziasis.

## Imágenes adicionales

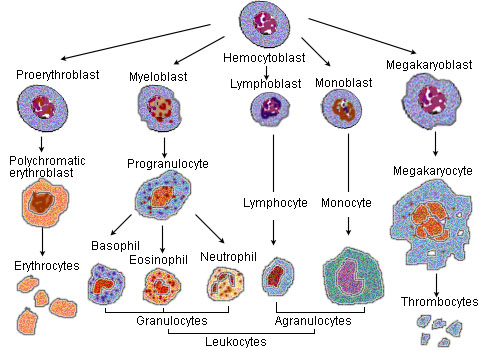
Linaje de las células sanguíneas.
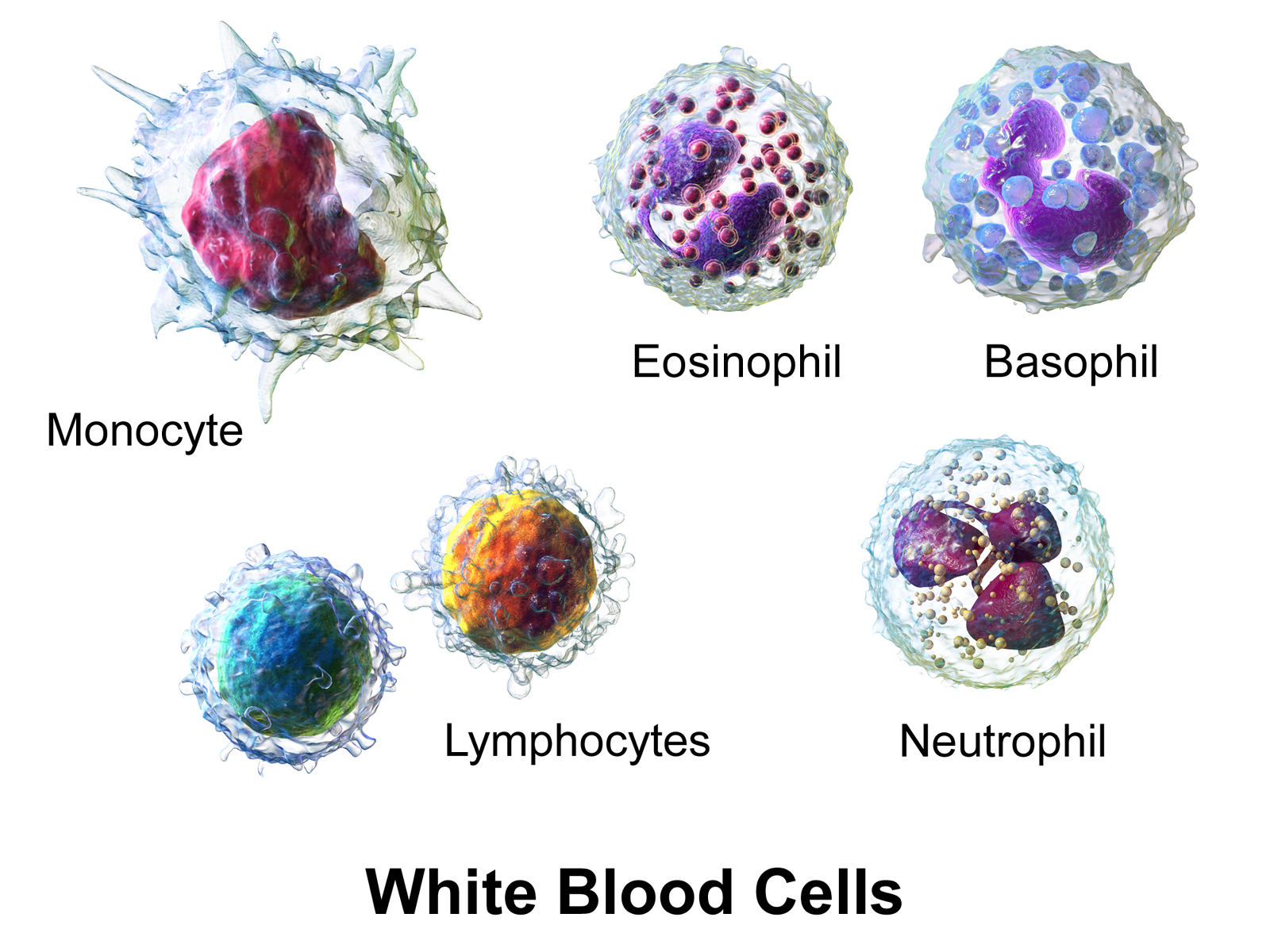
Representación 3D de varios tipos de glóbulos blancos.
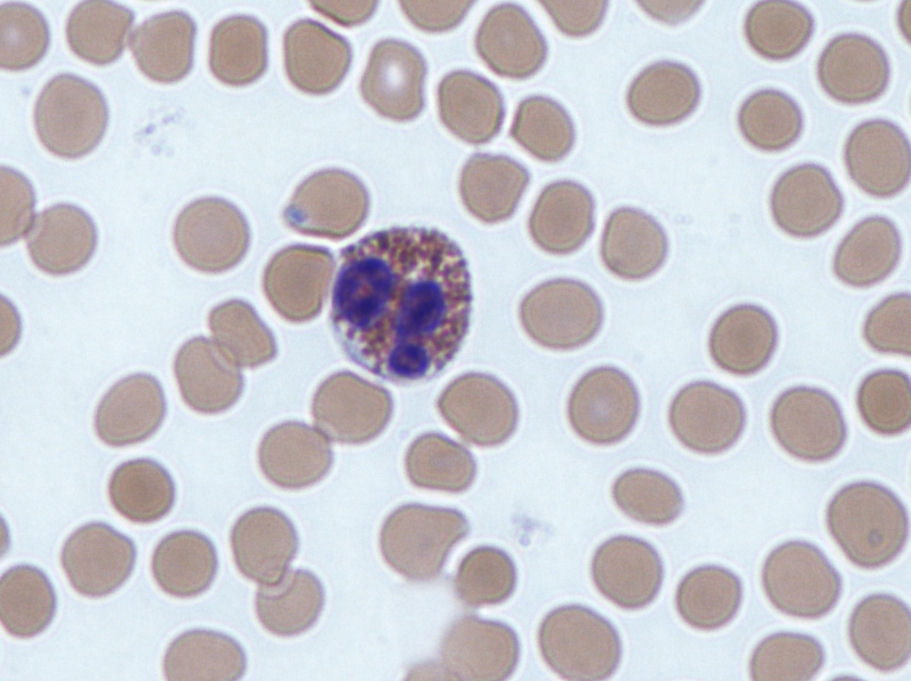
Imagen tomada con un microscopio óptico en la que se observa un eosinófilo rodeado de glóbulos rojos. Tinción de Giemsa.
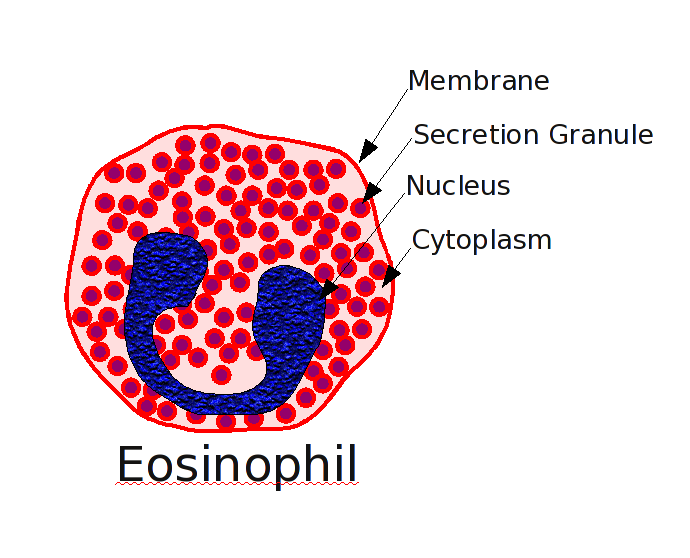
Esquema de un eosinófilo con sus diferentes partes: membrana, gránulos de secreción, núcleo, y citoplasma.
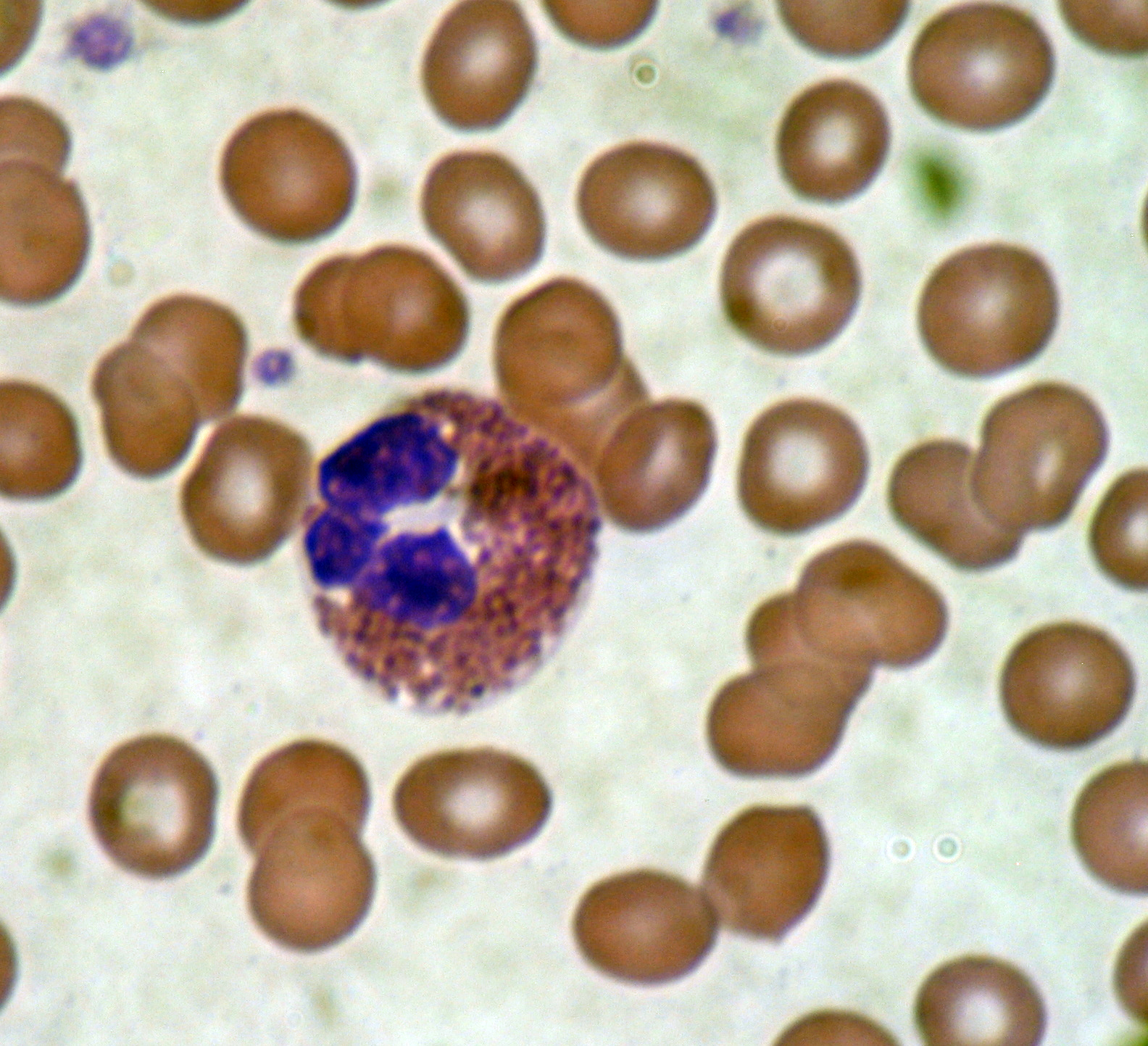
Imagen tomada con un microscopio óptico en la que se observa un eosinófilo rodeado de glóbulos rojos y alguna plaqueta en un frotis sanguíneo.
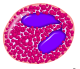
Representación de un eosinófilo.
Representación de un eosinófilo.